# レックス・キング
レックス・キング（Rex King、本名：Timothy Alan Smith、1961年9月8日 - 2017年1月9日）は、アメリカ合衆国のプロレスラー。ニューヨーク州ジェニーバ出身。
ティモシー・ウェル（Timothy Well）のリングネームでも知られ、スティーブン・ダンことスティーブ・ドールとのタッグチーム、サザン・ロッカーズ（The Southern Rockers）およびウェル・ダン（Well Dunn）などで活躍した。

## 来歴
1987年、ジム・クロケット・プロモーションズのTVテーピング番組におけるジョバーとしてデビュー。ケビン・サリバン、タリー・ブランチャード、アーン・アンダーソン、ボビー・イートン、スタン・レーンらのジョブ・ボーイとなり、同様のポジションにいたジミー・バックランドにも白星を献上した。同年末からはWWFのTVテーピングにも出場して、ジム・ドゥガン、アルティメット・ウォリアー、ハート・ファウンデーション（ブレット・ハート&ジム・ナイドハート）、デモリッション（アックス&スマッシュ）、バッドニュース・ブラウンらメインイベンターのスカッシュ・マッチ用のジョバーを務めた。
1989年、太平洋岸北西部のNWA所属団体だったパシフィック・ノースウエスト・レスリング（PNW）に参戦。しばらくはジョバー要員だったが、PNWを離れたスコット・ピーターソンに代わるスティーブ・ドールの新パートナーに起用されることになり、ドールとのアイドル系タッグチーム、サザン・ロッカーズ（The Southern Rockers）として活動。以降、NWAパシフィック・ノースウエスト・タッグ王座を通算4回に渡って獲得した。シングルでは、同年10月7日にスコッティ・ザ・ボディからNWAパシフィック・ノースウエスト・ヘビー級王座を、11月25日にアル・マドリルから同TV王座を、それぞれ奪取している。
1990年、ドールとのサザン・ロッカーズでテネシー州メンフィスのUSWAに参戦。2月3日にブライアン・リー&ロバート・フラーを破り、USWA世界タッグ王座を獲得した。同年9月には、揃って全日本プロレスに初来日。マレンコ・ブラザーズ（ジョー・マレンコ&ディーン・マレンコ）、ブリティッシュ・ブルーザーズ（ダイナマイト・キッド&ジョニー・スミス）、ザ・ファンクス（ドリー・ファンク・ジュニア&テリー・ファンク）とも対戦した。翌1991年3月の再来日では、同月30日の富山市大会において、小橋建太&ジョニー・エースが保持していたアジアタッグ王座に挑戦している。
その後はプエルトリコのWWCなどを転戦しつつ、ドールとのコンビでUSWAを主戦場に活動。1993年4月12日にはザ・ムーンドッグス（スポット&スプラット）を破り、USWA世界タッグ王座に返り咲いている。同年6月より、当時USWAと提携していたWWFにドールと共に登場。ハービー・ウィップルマンをマネージャーに迎えてヒールに転向し、ドールはスティーブン・ダン（Steven Dunn）、自身はティモシー・ウェル（Timothy Well）と名乗り、チーム名も双方の姓の連名が "well‐done" のダブル・ミーニングとなるウェル・ダン（Well Dunn）と改名。スモーキン・ガンズ（ビリー・ガン&バート・ガン）、メン・オン・ナ・ミッション（モー&メイブル）などのチームと対戦した。9月29日のTVショーでは、サザン・ロッカーズに多大な影響を与えたロックンロール・エクスプレス（リッキー・モートン&ロバート・ギブソン）に挑戦、ジム・コルネットの介入もあってリングアウト勝ちを拾っている。以降、WWFではマンデー・ナイト・ロウのアンダーカードで活動し、ザ・ブッシュワッカーズ（ブッチ・ミラー&ルーク・ウィリアムス）と抗争を展開した。
WWF離脱後はリングネームをレックス・キングに戻し、単身でのWWC参戦を経て、1996年1月にドールとのサザン・ロッカーズとして5年ぶりに全日本プロレスに来日。同月12日の高松市大会では、小川良成が保持していた世界ジュニアヘビー級王座に挑戦した。その後はドールと袂を分かち、1997年2月と9月にはWWCでのパートナーだったショーン・モーリーを帯同して全日本プロレスに参戦。2月の来日時にはスタン・ハンセンとのシングルマッチも行われた。
以降もWWCを主戦場とし、2000年2月12日にはホセ・リベラ・ジュニアを下してプエルトリコ・ヘビー級王座を獲得。2001年はエディ・コロンと抗争したが、9月のムスタファ・サイードとの試合中に首を負傷、引退を余儀なくされた。その後、2004年まで時折インディー団体のリングに上がることもあったが、フルタイムのレスラーとしての復帰は叶わなかった。
2017年1月9日、55歳で死去。晩年は健康上の諸問題を抱えていた。

## 獲得タイトル
パシフィック・ノースウエスト・レスリング
- NWAパシフィック・ノースウエスト・ヘビー級王座 : 1回[9]
- NWAパシフィック・ノースウエスト・タッグ王座 : 4回（w / スティーブ・ドール）[8]
- NWAパシフィック・ノースウエストTV王座 : 1回[10]

ユナイテッド・ステーツ・レスリング・アソシエーション
- USWA世界タッグ王座 : 5回（w / ジョーイ・マッグス（英語版）×1、スティーブ・ドール×4）[11]

ワールド・レスリング・カウンシル
- WWCプエルトリコ・ヘビー級王座: 1回[19]
- WWC世界タッグ王座 : 5回（w / リッキー・サンタナ（英語版）×2、スティーブ・ドール×1、レイ・ゴンザレス（英語版）×1、グラマー・ボーイ・ショーン×1）[20]
- WWC TV王座: 3回[21]

ミュージック・シティ・レスリング
- MCW北米タッグ王座 : 1回（w / スティーブ・ドール）[22]